# Långsjön (Ytterlännäs socken, Ångermanland)
Långsjön är en sjö i Kramfors kommun i Ångermanland och ingår i Ångermanälven-Gådeåns kustområde. Sjön har en area på 0,246 kvadratkilometer och ligger 296,5 meter över havet.

## Delavrinningsområde
Långsjön ingår i det delavrinningsområde (698310-158292) som SMHI kallar för Utloppet av Långsjön. Medelhöjden är 312 meter över havet och ytan är 1,68 kvadratkilometer. Räknas de 2 avrinningsområdena uppströms in blir den ackumulerade arean 4,23 kvadratkilometer. Vattendraget som avvattnar avrinningsområdet har biflödesordning 2, vilket innebär att vattnet flödar genom totalt 2 vattendrag innan det når havet efter 27 kilometer. Avrinningsområdet består mestadels av skog (84 procent). Avrinningsområdet har 0,25 kvadratkilometer vattenytor vilket ger det en sjöprocent på 14,9 procent.